# リエージュ＝ギユマン駅
リエージュ＝ギユマン駅（フランス語: Gare de Liège-Guillemins / オランダ語: Station Luik-Guillemins）は、ベルギー東部の都市リエージュにある、ベルギー国鉄の主要鉄道駅。

## 概要
リエージュ市内では最大の鉄道駅であり、ベルギー国内の高速列車網の重要な結節点となる拠点駅でもある。
国内列車に加え、タリスやICEなども数多く乗り入れ、ブリュッセル、アーヘン、ケルン、フランクフルト・アム・マインなど国内や近隣国の主要都市とも結ばれている。開業済みのHSL 2と現在建設中の新しい高速専用線(高速新線)HSL 3が全面開業してつながると拠点駅としての重要度がさらに高まる。将来的な構想ではユーロスターやICEがリエージュからロンドンまで直接結ぶ計画もある。

### 列車系統
- Thalys : パリ北駅 - ブリュッセル南駅 - リエージュ＝ギユマン駅 - アーヘン中央駅 - ケルン中央駅
- Thalys : パリ北駅 - モンス駅 - シャルルロワ南駅 - ナミュール駅 - リエージュ・ギユマン駅
- ICE : ブリュッセル南駅 - リエージュ＝ギユマン駅 - アーヘン中央駅 - ケルン中央駅 - フランクフルト中央駅
- IC A : オーステンデ駅 - ブルッヘ駅 - ヘント＝シント＝ピーテルス駅 - ブリュッセル各主要駅 - ルーヴァン駅 - リエージュ＝ギユマン駅 - ヴェルヴィエ駅 - ウェルケンラート駅 - オイペン駅
- IC D : リール＝フランドル駅 - トゥルネー駅 - モンス駅 - ラ・ルヴィエール駅 - シャルルロア南駅 - ナミュール駅 - ウイ駅 - リエージュ (市内3駅) - エルスタル駅 - ミルモート駅 - リエールス駅
- IC E : (週末) クノッケ駅・ブランケンベルク駅 - ブリュッセル各主要駅 - リエージュ＝ギユマン駅・ヘンク駅
- IC F : (平日) キエヴラン駅 - モンス駅 - ブリュッセル各主要駅 - リエージュ・ギユマン駅
- IC M : ブリュッセル各主要駅 - オッティニー駅 - ガンブルー駅 - ナミュール駅 - アンデンヌ駅 - スタット駅 - ウイ駅 - フレマール駅 - リエージュ (市内3駅) - エルスタル駅 - ミルモート駅 - リエールス駅
- IC O : ブリュッセル南駅 - リエージュ＝ギユマン駅 - マーストリヒト駅 (HSL 2経由)
- IR(急行) c : アントウェルペン中央駅 - ハッセルト駅 - トングレ駅 - リエージュ＝ギユマン駅
- IR m : リエールス駅 - リエージュ＝ギユマン駅 - ルクセンブルク駅
- IR q : リエージュ＝ギユマン駅 - ウェルケンラート駅 - アーヘン中央駅
- L(普通) : ウェルケンラート駅 - リエージュ＝ギユマン駅 - リエージュ＝パレ駅
- L : リエージュ＝ギユマン駅 - ワレム駅
- L : リエージュ＝ギユマン駅 - スタット駅
- L : リエージュ＝ギユマン駅 - マーストリヒト駅
- L : エルスタル駅 - リエージュ＝ギユマン駅 - ジュメル駅

## 沿革

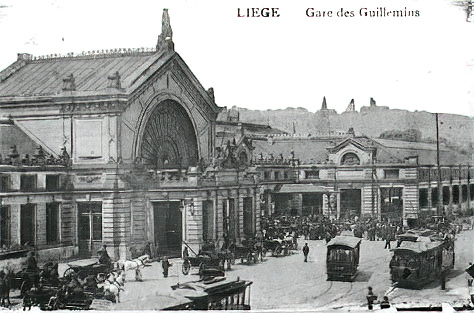
1905年の駅舎

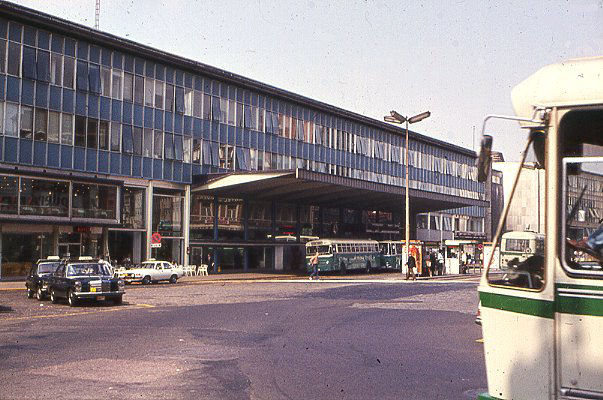
1975年の駅舎

1838年に最初の大陸鉄道が開業したわずか3年後にはブリュッセル、アンス間とリエージュ北郊が鉄道路線で結ばれた。リエージュ＝ギユマン駅において最初の鉄道駅はアンス駅と結ばれた1842年5月に開業している。1843年には最初の国際鉄道が誕生し、ドイツのアーヘンやケルンとも結ばれ今日にの礎が築かれた。
1882年と1905年にリエージュで開催された国際博覧会のため駅舎の改良や改修工事が行われている。1958年には当時としては現代的な駅舎に置き換わり、カラトラヴァ・モニュメントが出来る数か月前の2007年6月まで使用されていた。

## 駅構造

ホーム全景

スペインの建築家サンティアゴ・カラトラヴァの設計によって新駅舎が建設され、2009年9月18日に供用が開始された。5面のプラットホーム（450m×3本・350m×2本）と9番線を備え、長編成の高速列車の発着に対応した駅改良工事が全体で行われた。新しい駅舎はガラスとスチールが多用され、白いコンクリートが使用され長さ200m、高さ35mの記念ドームも含まれている。

## 利用状況
1日当たりの旅客数は36,000人となっている。

## その他
リエージュ＝ギユマン駅はバス会社TECの拠点ともなっており、1日当たり1620便のバスと15,000人の旅客数を有している。ヨーロッパの鉄道駅では珍しくハイウェイ（E40号線・E25号線）と直結している。

## 隣の駅
ベルギー国鉄
34号線
リエージュ＝ジョンフォス駅 - リエージュ＝ギユマン駅
36号線
リエージュ＝オー＝プレ駅 - リエージュ＝ギユマン駅
37号線
リエージュ＝ギユマン駅 - アングル駅
125号線
リエージュ＝ギユマン駅 - ヴァル＝ブノワ駅